# Neil Patrick Harris
Neil Patrick Harris (sinh ngày 15 tháng 6 năm 1973) là một nam diễn viên, nhà sản xuất chương trình và đạo diễn người Mỹ. Anh được biết đến rộng rãi nhờ vai diễn Barney Stinson trong bộ phim hài truyền hình How I Met Your Mother (2005–2014), một nhân vật cùng tên trong Doogie Howser, M.D. (1989–1993), nhân vật cùng tên trong vở nhạc kịch Dr. Horrible's Sing-Along Blog (2008) và nhân vật hư cấu của chính anh trong bộ phim dài tập Harold & Kumar (2004–2011). Anh cũng tham gia trong một vài bộ phim như Starship Troopers (1997), Beastly (2011), Xì Trum (2011) và The Smurfs 2 (2013). Harris từng có tên trong danh sách 100 người có sức ảnh hưởng nhất năm 2010 của tạp chí Time, và được nhận một ngôi sao trên Đại lộ Danh vọng Hollywood tháng 9 năm 2011.. Anh cũng được giao cho vai trò chủ trì cho lễ trao giải Tony Awards tại Broadway vào các năm 2009, 2011, 2012 và 2013.

## Tiểu sử
Harry được sinh ra tại Albuquerque, New Mexico và lớn lên gần Ruidoso, New Mexico. Bố mẹ của anh, Sheila (Scott) và Ron Harris, cùng nhau điều hành một nhà hàng. Anh theo học tại trường Trung học La Cueva tại Albuquerque, nơi anh tham gia diễn trong cách vở kịch và nhạc kịch. Harris đã tốt nghiệp vào năm 1991.

## Sự nghiệp

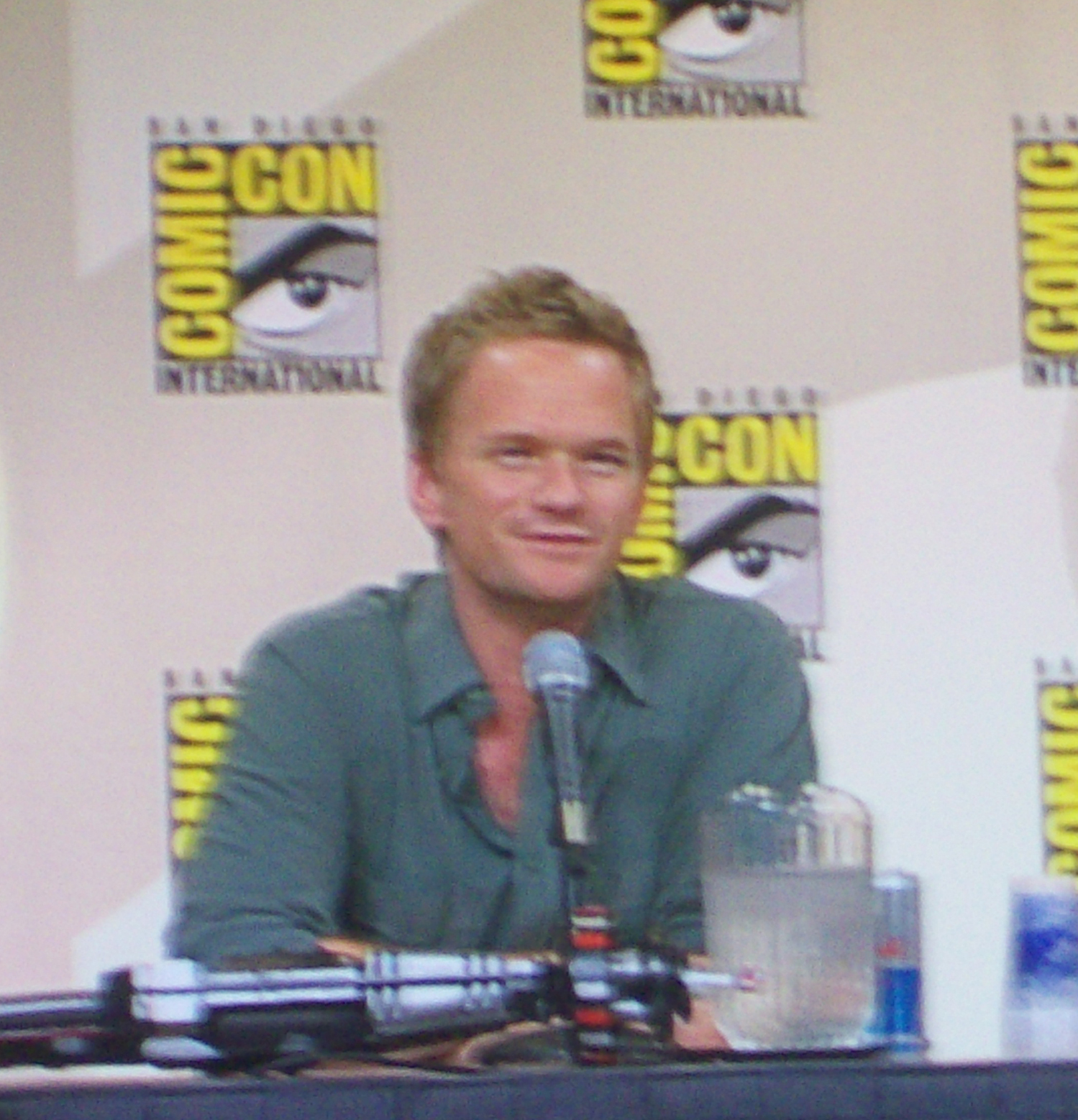
Harris vào năm 2008 tại Hội nghị Comic tại California

### Điện ảnh
Harris bắt đầu sự nghiệp diễn xuất của mình khi còn nhỏ và được nhà soạn kịch Mark Medoff chọn tại trại hè Kịch Nghệ tại Las Cruces, New Mexico. Medoff sau đó đã tuyển anh vào bộ phim năm 1988 của ông ta, mang tên Clara's Heart, một bộ phim tâm lý được đạo diễn bởi Whoopi Goldberg, dựa trên tiểu thuyết cùng tên của tác giả Joseph Olshan. Clara's Heart giúp Harris có một đề cử tại giải Quả Cầu Vàng. Cùng trong năm đó, anh cũng đóng trong bộ phim Purple People Eater.
Vai chính thức đầu tiên của anh khi trưởng thành là trong bộ phim Animal Rom, mặc dù anh đóng vai một thanh thiếu niên. Theo sau đó là những vai phụ trong những bộ phim như The Next Best Thing, Undercover Brother và Starship Troopers. Harris đóng vai nhân vật hư cấu của chính mình trong bộ phim hài Harold and Kumar, Harold & Kumar Go to White Castle, Harold & Kumar Escape from Guantanamo Bay và A Very Harold & Kumar 3D Christmas.
Năm 2010, anh tham gia lồng tiếng cho vai Dick Greson trong bộ phim hoạt hình Batman: Under the Red Hood và chú chó Lou trong bộ phim Cats & Dogs: The Revenge of Kitty Galore. Cùng năm đó, anh đóng vai chính trong bộ phim hài The Best and the Brightest. Ngày 7 tháng 3 năm 2010, anh xuất hiện bất ngờ tại Giải Oscar lần thứ 82. Anh cũng đóng vai chính trong bộ phim The Smurfs (2011) và The Smurfs 2 (2013).

### Sân khấu
Harris làm việc tại Broadway ở cả phần nhạc kịch và những vai tâm lý. Anh đóng vai Tobias Ragg trong đêm diễn Sweeney Todd năm 2001. Năm 2002, anh biểu diễn cùng Anne Heche trong vở Proof. Trong năm 2003, anh nhận vai chủ trì trong vở Cabaret. Năm 2004, anh cùng lúc biểu diễn 2 vai Balladeer và Lee Harvey Oswald tại Broadway. Anh cũng hát trong vai Charles tại vở Evening Primrose và diễn trong vở Rent vào tháng 1 năm 2009.
Năm 2010, anh đạo diễn một vở nhạc kịch Rock mang tên Rent tại Hollywood Bowl; anh cũng nhận được vai trong bộ phim Beastly, cùng Vanessa Hudgens trong vai Mimi. Năm 2011, anh đóng vai chính trong vở Company. Cùng năm đó, anh cũng chỉ đạo vở The Expert at the Card Table tại Santa Monica, California.
Harris cũng là người dẫn chương trình cho lễ trao giải Tony Awards tới 4 lần, bao gồm: Tony Awards lần thứ 63 (7 tháng 6 năm 2009), Tony Awards lần thứ 65 (12 tháng 6 năm 2011), Tony Awards lần thứ 66 (10 tháng 6 năm 2012) và Tony Awards lần thứ 67 (Chủ Nhật, 9 tháng 6 năm 2013). Anh chỉ đứng sau Angela Lansbury về số lần dẫn chương trình lễ trao giải Tony Awards, với 5 lần. Với việc chủ trì giải Tony Awards, anh nhận được 3 Giải Emmy trong các năm 2010, 2012 và 2013.
Một tuần sau khi dẫn tại giải Tonys, anh được nhận một vai trong vở nhạc kịch rock Hedwig and the Angry Inch trong năm 2014.

### Chương trình truyền hình
Năm 1989, Harris nhận được vai chính trong bộ phim Doogie Howser, M.D., giúp anh được nhận đề cử từ giải Quả Cầu Vàng. Sau khi bộ phim kéo dài 4 phần này kết thúc vào năm 1993, anh tiếp tục tham gia một vài vai diễn khách mời trong một số các bộ phim truyền hình khác, trong đó có Murder She Wrote. Trong suốt từ năm 1999 đến năm 2000, Harris đóng vai cùng Tony Shalhoub trong bộ phim hài kịch tình huống Stark Raving Mad kéo dài 22 tập. Anh cũng được chọn đóng vai chính trong một vài bộ phim khác nữa như Snowbound: The Jim and Jennifer Stolpa Story năm 1994, My Ántonia năm 1995, The Christmas Wish năm 1998, Joan of Arc năm 1999, The Wedding Dress năm 2001 và The Christmas Blessing năm 2005.
Năm 2008, anh đóng vai khách mời trong bộ phim Sesame Street. Năm 2009, Harris dẫn chương trình lễ trao giải TV Land Awards thường niên và xuất hiện với vai trò giám khảo khách mời trong năm thứ 9 của cuộc thi American Idol.
Anh cũng tham gia dẫn chương trình cho lễ trao giải Emmy lần thứ 61 vào ngày 20 tháng 9 trong cùng năm đó. Ngày 21 tháng 8 năm 2010, anh thắng hai Giải Emmy, một trong số đó là cho sự xuất hiện với vai trò khách mời của anh trong bộ phim truyền hình Glee. Anh tham gia dẫn chương trình tại lễ trao giải Emmy thêm lần nữa vào ngày 22 tháng 9 năm 2013.
Tập phim nhạc kịch của Batman: The Brave and the Bold, có sự góp mặt của Harris ra mắt ngày 23 tháng 10 năm 2009 trên kênh Cartoon Network.
Từ năm 2005 đến năm 2014, Harris đảm nhận vai Barney Stinson, một kẻ lăng nhăng trong loạt phim hài kịch tình huống của đài CBS How I Met Your Mother. Vai diễn giúp anh có được đề cử cho "Nam diễn viên phụ hài truyền hình nổi bật" của Giải Emmy trong suốt từ năm 2007 đến năm 2010.

### Ảo thuật
Harris là một người hâm mộ của bộ môn ảo thuật, giống như nhân vật của anh trong bộ phim How I Met Your Mother. Anh từng là Chủ tịch Hội đồng Quản trị của Hollywood's Magic Castle. Anh từng thắng một giải Tannen's Magic Louis Award năm 2006 và dẫn chương trình cho lễ trao giải World Magic Awards năm 2008 ngày 11 tháng 10 năm 2008. Trong một lần nhận Giải Emmy cho phần trình diễn của anh trong bộ phim Glee, anh cũng trình diễn một màn ảo thuật cho khán giả.

## Đời tư

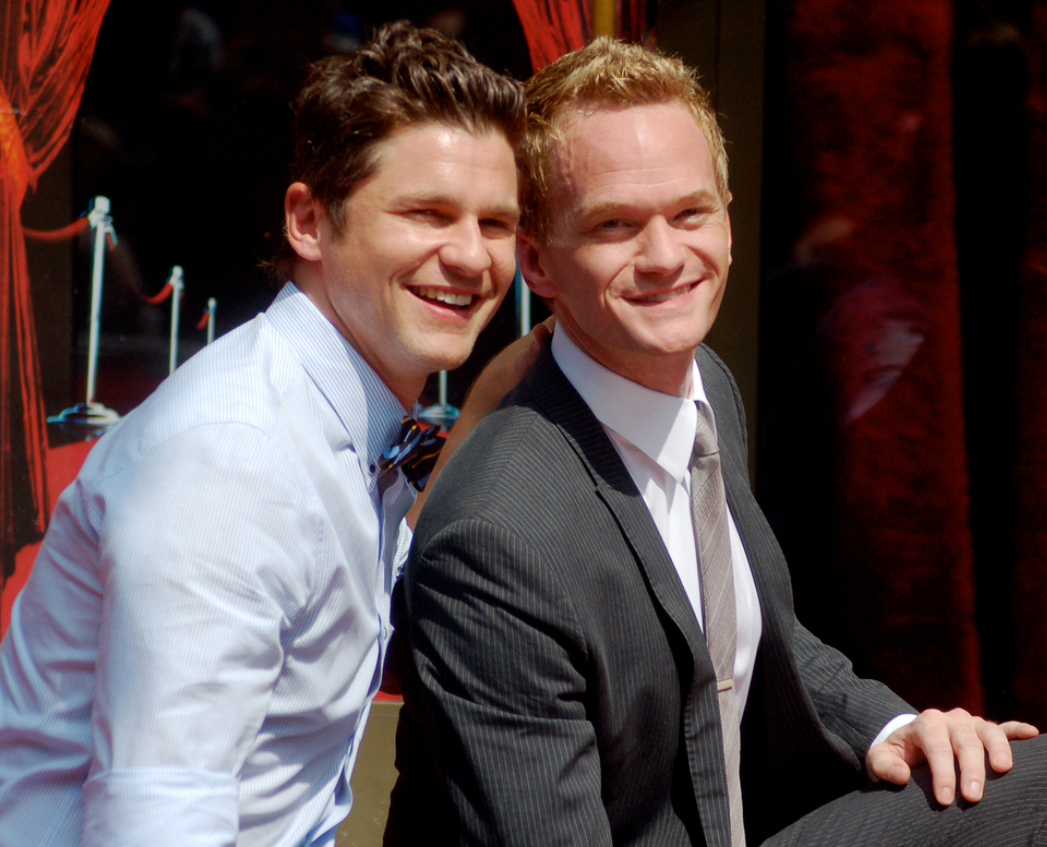
Harris và hôn phu David Burtka vào tháng 9 năm 2011

Harris xác nhận mình là người đồng tính vào tháng 11 năm 2006.
Harris đến dự Giải Emmy tháng 9 năm 2007 cùng hôn phu của mình - David Burtka, sau đó xác nhận mối quan hệ của hai người. Anh tiết lộ mối quan hệ này bắt đầu từ năm 2004, trong lần phỏng vấn trong chương trình "The Ellen DeGeneres Show". Vào ngày 14 tháng 8 năm 2010, Harris thông báo mình và Burtka đang chuẩn bị có một cặp song sinh từ một người phụ nữ sinh hộ. Đó là một bé trai tên là Gideon Scott và một bé gái tên là Harper Grace, cả hai được sinh vào năm 2010.
Sau khi New York thông qua Đạo luật Bình Đẳng trong Hôn Nhân (hợp pháp hóa hôn nhân đồng tính) ngày 24 tháng 6 năm 2011, Harris và Burtka thông báo họ đã đính hôn trên Twitter, khi họ đã đính hôn cùng nhau 5 năm trước nhưng giữ bí mật cho đến khi việc hôn nhân đồng tính trở nên hợp pháp mới tiết lộ.
Harris và Burtka mua một căn nhà ở Đại Lộ Thứ Năm tại Harlem năm 2013.

## Sự nghiệp âm nhạc

### Thu âm cùng dàn diễn viên
| Năm  | Tựa đề album                                                 | Ghi chú                    |
| ---- | ------------------------------------------------------------ | -------------------------- |
| 2001 | Evening Primrose                                             | Thu tại phòng thu          |
| 2004 | Assassins                                                    |                            |
| 2006 | Wall to Wall: Stephen Sondheim                               | Dàn diễn viên tại đêm diễn |
| 2008 | Dr. Horrible's Sing-Along Blog                               | Bản gốc cùng dàn diễn viên |
| 2009 | Batman: The Brave and the Bold – Mayhem of the Music Meister | Bản gốc cùng dàn diễn viên |

### Các đĩa đơn
| Năm  | Đĩa đơn                                | Vị trí cao nhất đạt được | Vị trí cao nhất đạt được | Vị trí cao nhất đạt được | Vị trí cao nhất đạt được | Vị trí cao nhất đạt được | Lượng đĩa bán ra    | Album                                  |
| Năm  | Đĩa đơn                                | AUS                      | CAN                      | IRE                      | UK                       | US                       | Lượng đĩa bán ra    | Album                                  |
| ---- | -------------------------------------- | ------------------------ | ------------------------ | ------------------------ | ------------------------ | ------------------------ | ------------------- | -------------------------------------- |
| 2010 | "Nothing Suits Me Like a Suit"         | 113                      | 76                       | —                        | 50                       | —                        | —                   | "How I Met Your Mother (phần 5)"       |
| 2010 | "Dream On" (hát cùng Matthew Morrison) | 91                       | 24                       | 44                       | 47                       | 26                       | 84,000 bản (tại Mỹ) | Glee: The Music, Volume 3 Showstoppers |

## Sự nghiệp phim ảnh

### Phim điện ảnh
| Năm  | Tên phim                                                  | Vai                                 | Ghi chú                         |
| ---- | --------------------------------------------------------- | ----------------------------------- | ------------------------------- |
| 1988 | Clara's Heart                                             | David Hart                          |                                 |
| 1988 | Too Good to Be True                                       | Danny Harland                       | Phim phát hành trên truyền hình |
| 1988 | Purple People Eater                                       | Billy Johnson                       |                                 |
| 1989 | Cold Sassy Tree                                           | Will Tweedy/Narrator                | Phim phát hành trên truyền hình |
| 1989 | Home Fires Burning                                        | Lonnie Tibbits                      | Phim phát hành trên truyền hình |
| 1990 | The Earth Day Special                                     | Doogie Howser                       | Phim phát hành trên truyền hình |
| 1991 | Stranger in the Family                                    | Steve Thompson                      | Phim phát hành trên truyền hình |
| 1993 | For Our Children: The Concert                             | Chính anh (Người giới thiệu)        | Phim phát hành trên truyền hình |
| 1993 | A Family Torn Apart                                       | Brian Hannigan                      | Phim phát hành trên truyền hình |
| 1994 | Snowbound: The Jim and Jennifer Stolpa Story              | Jim Stolpa                          | Phim phát hành trên truyền hình |
| 1995 | The Man in the Attic                                      | Edward Broder                       | Phim phát hành trên truyền hình |
| 1995 | Animal Room                                               | Arnold Mosk                         |                                 |
| 1995 | Not Our Son                                               | Paul Kenneth Keller                 | Phim phát hành trên truyền hình |
| 1995 | My Antonia                                                | Jimmy Burden                        | Phim phát hành trên truyền hình |
| 1995 | Legacy of Sin: The William Coit Story                     | William Coit                        | Phim phát hành trên truyền hình |
| 1997 | Starship Troopers                                         | Carl Jenkins                        |                                 |
| 1998 | The Proposition                                           | Roger Martin                        |                                 |
| 1998 | The Christmas Wish                                        | Will Martin                         | Phim phát hành trên truyền hình |
| 1999 | Joan of Arc                                               | The Dauphin                         | Phim phát hành trên truyền hình |
| 2000 | The Next Best Thing                                       | David                               |                                 |
| 2001 | The Wedding Dress                                         | Travis Cleveland                    | Phim phát hành trên truyền hình |
| 2001 | Sweeney Todd: The Demon Barber of Fleet Street in Concert | Tobias Ragg                         | Phim phát hành trên truyền hình |
| 2002 | The Mesmerist                                             | Benjamin                            |                                 |
| 2002 | Undercover Brother                                        | Lance                               |                                 |
| 2004 | Harold & Kumar Go to White Castle                         | Neil Patrick Harris                 |                                 |
| 2005 | The Christmas Blessing                                    | Nathan Andrews                      | Phim phát hành trên truyền hình |
| 2008 | Harold & Kumar Escape from Guantanamo Bay                 | Neil Patrick Harris                 |                                 |
| 2008 | Beyond All Boundaries                                     | 1st Lt. David Hettema (lồng tiếng)  |                                 |
| 2008 | Justice League: The New Frontier                          | Barry Allen/The Flash (lồng tiếng)  |                                 |
| 2009 | Cloudy with a Chance of Meatballs                         | Steve (lồng tiếng)                  |                                 |
| 2009 | Carrie Underwood: An All-Star Holiday Special             | Ace (lồng tiếng)                    | Phim phát hành trên truyền hình |
| 2009 | Yes Virginia                                              | Dr. Philip O'Hanlon (voice)         | Phim phát hành trên truyền hình |
| 2010 | Cats & Dogs: The Revenge of Kitty Galore                  | Lou the Beagle (lồng tiếng)         |                                 |
| 2010 | The Best and the Brightest                                | Jeff                                |                                 |
| 2010 | Batman: Under the Red Hood                                | Dick Grayson/Nightwing (lồng tiếng) | [ 37 ]                          |
| 2011 | Beastly                                                   | Will Fratalli                       |                                 |
| 2011 | Xì Trum                                                   | Patrick Winslow                     |                                 |
| 2011 | A Very Harold & Kumar 3D Christmas                        | Neil Patrick Harris                 |                                 |
| 2011 | The Muppets                                               | Chính anh                           | Vai chính                       |
| 2012 | American Reunion                                          | Celebrity Dance-Off Host            | Vai chính                       |
| 2013 | The Smurfs 2                                              | Patrick Winslow                     |                                 |
| 2013 | Cloudy with a Chance of Meatballs 2                       | Steve the Monkey (lồng tiếng)       |                                 |
| 2014 | A Million Ways to Die in the West                         | Foy                                 |                                 |
| 2014 | Gone Girl                                                 | Desi Collings                       |                                 |
| 2015 | The Good Dinosaur                                         | Cliff (lồng tiếng)                  |                                 |

### Phim truyền hình
| Năm       | Tên chương trình                    | Vai                                           | Ghi chú                                                           |
| --------- | ----------------------------------- | --------------------------------------------- | ----------------------------------------------------------------- |
| 1989      | Hallmark Hall of Fame               | Lonnie Tibbetts                               | Trong tập: "Home Fires Burning"                                   |
| 1989      | B.L. Stryker                        | Buder Campbell                                | Trong tập: "Blues for Buder"                                      |
| 1989–1993 | Doogie Howser, M.D.                 | Douglas 'Doogie' Howser                       | Xuất hiện trong 97 tập                                            |
| 1991      | Blossom                             | The 'Charming' Derek Slade                    | Trong tập: "Blossom – A Rockumentary"                             |
| 1991      | The Simpsons                        | Chính anh trong tập Bart Simpson (lồng tiếng) | Trong tập: "Bart the Murderer"                                    |
| 1992      | Roseanne                            | Dr. Doogie Howser                             | Trong tập: "Less Is More"                                         |
| 1992      | Captain Planet and the Planeteers   | Todd Andrews (lồng tiếng)                     | Trong tập: "A Formula for Hate"                                   |
| 1992      | Capitol Critters                    | Max (lồng tiếng)                              | Xuất hiện tỏng 13 tập                                             |
| 1993      | Quantum Leap                        | Mike Hammond                                  | Trong tập: "Return of the Evil Leaper – ngày 8 tháng 10 năm 1956" |
| 1993      | Murder, She Wrote                   | Tommy Remsen                                  | Trong tập: "Lone Witness"                                         |
| 1996      | The Outer Limits                    | Howie Morrison                                | Trong tập: "From Within"                                          |
| 1997      | Homicide: Life on the Street        | Alan Schack                                   | Trong tập: "Valentine's Day"                                      |
| 1999–2000 | Stark Raving Mad                    | Henry McNeeley                                | Xuất hiện trong 22 tập                                            |
| 2000      | Will & Grace                        | Bill                                          | Trong tập: "Girls, Interrupted"                                   |
| 2001      | Static Shock                        | Johnny Morrow (lồng tiếng)                    | Trong tập: "Replay"                                               |
| 2001      | Son of the Beach                    | Loverboy                                      | Trong tập: "Queefer Madness"                                      |
| 2001      | The Legend of Tarzan                | Moyo (lồng tiếng)                             | Trong tập: "Tarzan and the Challenger"                            |
| 2001      | Ed                                  | Joe Baxter                                    | Trong tập: "Replacements"                                         |
| 2002      | Touched by an Angel                 | Jonas                                         | Trong tập: "The Princeless Bride"                                 |
| 2002      | Justice League                      | Ray Thompson (lồng tiếng)                     | Xuất hiện trong 2 tập                                             |
| 2003      | Boomtown                            | Peter Corman                                  | Trong tập: "Monster's Brawl"                                      |
| 2003      | Spider-Man: The New Animated Series | Peter Parker/Spider-Man (lồng tiếng)          | Xuất hiện trong 13 tập                                            |
| 2004      | Law & Order: Criminal Intent        | John Tagman                                   | Trong tập: "Want"                                                 |
| 2005      | Numb3rs                             | Ethan Burdick                                 | Trong tập: "Prime Suspect"                                        |
| 2005      | Jack & Bobby                        | Prof. Preston Phelps                          | Trong tập: "Querida Grace"                                        |
| 2005–2014 | How I Met Your Mother               | Barney Stinson                                | Xuất hiện trong 208 tập                                           |
| 2006      | Me, Eloise                          | (lồng tiếng)                                  | Trong tập: "Eloise Goes to School"                                |
| 2007–2009 | Family Guy                          | Barney Stinson (lồng tiếng)                   | Xuất hiện trong 2 tập                                             |
| 2008      | Sesame Street                       | The Fairy Shoeperson                          | Trong tập: "Telly's New Shoes"                                    |
| 2008      | Anytime with Bob Kushell            | Chính anh                                     | Nhân vật khách mời                                                |
| 2008      | Million Dollar Password             | Chính anh                                     | Nhân vật khách mời                                                |
| 2009      | Saturday Night Live                 | Chính anh (dẫn chương trình)                  | Trong tập: "Neil Patrick Harris/ Taylor Swift"                    |
| 2009      | Batman: The Brave and the Bold      | The Music Meister (lồng tiếng)                | Trong tập: "Mayhem of the Music Meister!"                         |
| 2009      | Robot Chicken                       | Vai quần chúng (lồng tiếng)                   | Xuất hiện trong 2 tập                                             |
| 2009      | Lễ trao giải Tony Awards lần thứ 63 | Chính anh (dẫn chương trình)                  |                                                                   |
| 2009      | Lễ trao giải Emmy lần thứ 61        | Chính anh (host)                              |                                                                   |
| 2010      | Glee                                | Bryan Ryan                                    | Trong tập: "Dream On"                                             |
| 2010–2013 | The Penguins of Madagascar          | Dr. Blowhole (lồng tiếng)                     | Xuất hiện trong 3 tập                                             |
| 2010      | 2010 Spike Video Game Awards        | Chính anh (dẫn chương trình)                  |                                                                   |
| 2011      | Brain Games                         | Người thuật lại (lồng tiếng)                  | Xuất hiện trong 3 tập                                             |
| 2011-2013 | Adventure Time                      | Prince Gumball (lồng tiếng)                   | Xuất hiện trong 2 tập                                             |
| 2011      | Lễ trao giải Tony Awards lần thứ 65 | Chính anh (dẫn chương trình)                  |                                                                   |
| 2012      | Lễ trao giải Tony Awards lần thứ 66 | Chính anh (dẫn chương trình)                  |                                                                   |
| 2012      | Robot Chicken                       | Two-Face (lồng tiếng)                         | Trong tập: "Robot Chicken DC Universe Special"                    |
| 2013      | Lễ trao giải Tony Awards lần thứ 67 | Chính anh (dẫn chương trình)                  |                                                                   |
| 2013      | Lễ trao giải Emmy lần thứ 65        | Chính anh (dẫn chương trình)                  |                                                                   |
| 2013      | Disney Parks Christmas Day Parade   | Chính anh (dẫn chương trình)                  |                                                                   |

### Sân khấu
| Năm  | Tên vở diễn            | Vai                               | Nhà hát                                   |
| ---- | ---------------------- | --------------------------------- | ----------------------------------------- |
| 1997 | Rent                   | Mark Cohen                        | 2nd National Tour: LA, San Diego          |
| 1998 | Romeo and Juliet       | Romeo Montague                    | Old Globe Theatre, San Diego              |
| 2001 | Sweeney Todd           | Tobias Ragg                       | San Francisco Symphony Orchestra          |
| 2002 | Proof                  | Hal                               | Broadway                                  |
| 2003 | Cabaret                | Emcee                             | Broadway                                  |
| 2004 | The Paris Letter       | Young Anton / Burt Sarris         |                                           |
| 2004 | Assassins              | Lee Harvey Oswald / The Balladeer | Broadway                                  |
| 2005 | Tick, Tick... BOOM!    | Jon                               | Menier Chocolate Factory, London          |
| 2006 | All My Sons            | Chris Keller                      | Geffen Playhouse, Los Angeles             |
| 2006 | Amadeus                | Wolfgang Amadeus Mozart           | Hollywood Bowl                            |
| 2010 | Rent                   |                                   | Đạo diễn Hollywood Bowl                   |
| 2011 | Company                | Robert                            | New York Philharmonic Concert Version     |
| 2011 | A Snow White Christmas | The Magic Mirror                  | El Portal Theater                         |
| 2014 | Nothing to Hide        |                                   | Đạo diễn Romulus Linney Courtyard Theatre |

### Trang web truyền hình
| Năm  | Tên                            | Vai                 | Ghi chú |
| ---- | ------------------------------ | ------------------- | ------- |
| 2008 | Dr. Horrible's Sing-Along Blog | Dr. Horrible/Billy  |         |
| 2008 | Prop 8: The Musical            | A Very Smart Fellow |         |
| 2012 | Neil's Puppet Dreams           | Neil Patrick Harris |         |

### Trò chơi điện tử
| Năm  | Tên trò chơi                        | Vai                                    |
| ---- | ----------------------------------- | -------------------------------------- |
| 2008 | Saints Row 2                        | Veteran Child (lồng tiếng)             |
| 2009 | Eat Lead: The Return of Matt Hazard | Wallace "Wally" Wellesley (lồng tiếng) |
| 2010 | Rock of the Dead                    | Nhân vật ẩn danh (lồng tiếng)          |
| 2010 | Spider-Man: Shattered Dimensions    | Peter Parker/Spider-Man (lồng tiếng)   |
| 2013 | Saints Row IV                       | Veteran Child (lồng tiếng)             |

## Các giải thưởng
| Năm       | Giải thưởng            | Hạng mục                                                        | Kết quả   | Tác phẩm được đề cử              |
| --------- | ---------------------- | --------------------------------------------------------------- | --------- | -------------------------------- |
| 1989      | Young Artist Award     | Nam diễn viên trẻ phim Điện ảnh xuất sắc nhất – Phim Tâm Lí     | Đề cử     | Clara's Heart                    |
| 1989      | Quả Cầu Vàng           | Nam diễn viên phụ xuất sắc nhất                                 | Đề cử     | Clara's Heart                    |
| 1990      | Young Artist Award     | Nam diễn viên trẻ phim truyền hình xuất sắc nhất                | Đoạt giải | Doogie Howser, M.D.              |
| 1990      | People's Choice Award  | Nam diễn viên phim truyền hình Mới được yêu thích nhất          | Đoạt giải | Doogie Howser, M.D.              |
| 1991      | Young Artist Award     | Nam diễn viên trẻ phim truyền hình xuất sắc nhất                | Đoạt giải | Doogie Howser, M.D.              |
| 1992      | Young Artist Award     | Nam diễn viên trẻ phim truyền hình xuất sắc nhất                | Đoạt giải | Doogie Howser, M.D.              |
| 1992      | Quả Cầu Vàng           | Nam diễn viên phim truyền hình Hài kịch/Nhạc Kịch xuất sắc nhất | Đề cử     | Doogie Howser, M.D.              |
| 2007      | Teen Choice Award      | Nam diễn viên phim truyền hình Hài được yêu thích nhất          | Đề cử     | How I Met Your Mother            |
| 2007      | Giải Emmy              | Nam diễn viên phụ phim truyền hình Hài nổi bật                  | Đề cử     | How I Met Your Mother            |
| 2008      | People's Choice Award  | Favorite Scene Stealing Star                                    | Đề cử     | How I Met Your Mother            |
| 2008      | Giải Emmy              | Nam diễn viên phụ phim truyền hình Hài nổi bật                  | Đề cử     | How I Met Your Mother            |
| 2009      | Quả Cầu Vàng           | Nam diễn viên phụ phim truyền hình xuất sắc nhất                | Đề cử     | How I Met Your Mother            |
| 2009      | Giải Emmy              | Nam diễn viên phụ phim truyền hình Hài nổi bật                  | Đề cử     | How I Met Your Mother            |
| 2009      | Bravo A-List Award     | Diễn viên Nam hạng A                                            | Đoạt giải |                                  |
| 2009      | Streamy Award          | Nam diễn viên phim truyền hình Hài Xuất sắc Nhất                | Đoạt giải | Dr. Horrible's Sing-Along Blog   |
| 2009–2010 | Golden Icon Award      | Nam diễn viên phụ phim truyền hình Hài xuất sắc nhất            | Đoạt giải | How I Met Your Mother            |
| 2010      | Quả Cầu Vàng           | Nam diễn viên phụ phim truyền hình Hài xuất sắc nhất            | Đề cử     | How I Met Your Mother            |
| 2010      | Giải Emmy              | Nam diễn viên phụ phim truyền hình Hài nổi bật                  | Đề cử     | How I Met Your Mother            |
| 2010      | Giải Emmy              | Nam diễn viên Khách Mời Phim truyền hình nổi bật                | Đoạt giải | Glee                             |
| 2010      | Giải Emmy              | Chương trình nổi bật                                            | Đoạt giải | Giải Tony lần thứ 63             |
| 2010      | Spike Video Game Award | Nam diễn viên xuất sắc nhất                                     | Đoạt giải | Spider-Man: Shattered Dimensions |
| 2011      | People's Choice Award  | Nam diễn viên phim truyền hình Hài được yêu thích nhất          | Đoạt giải | How I Met Your Mother            |
| 2012      | People's Choice Award  | Nam diễn viên phim truyền hình Hài được yêu thích nhất          | Đoạt giải | How I Met Your Mother            |
| 2012      | Giải Emmy              | Chương trình nổi bật                                            | Đoạt giải | Giải Tony lần thứ 65             |
| 2013      | Giải Emmy              | Chương trình nổi bật                                            | Đoạt giải | Giải Tony lần thứ 66             |
| 2013      | People's Choice Award  | Nam diễn viên phim truyền hình Hài được yêu thích nhất          | Đề cử     | How I Met Your Mother            |
| 2014      | People's Choice Award  | Nam diễn viên phim truyền hình Hài được yêu thích nhất          | Đề cử     | How I Met Your Mother            |